# Box Hits
Box Hits (anteriormente Smash Hits) é um canal de televisão comercial britânico de propriedade da The Box Plus Network, subsidiária do Channel 4. O canal transmite videoclipes de músicas pop em playlists temáticas. Foi originalmente baseado na antiga revista Smash Hits, que era propriedade da EMAP. O canal está disponível em várias plataformas, incluindo Sky e Virgin Media.
Em 2 de abril de 2013, todos os canais da Box Television passaram a ser transmitidos gratuitamente por satélite. Como resultado, os canais foram removidos do EPG da Sky na Irlanda. No entanto, Smash Hits foi lançado na Freesat em 15 de abril de 2013, ao lado de três outros canais da Box Television.
Em 25 de maio de 2016, o canal foi rebatizado como Box Hits.
Smash Hits TV também foi o nome dado a um programa de TV transmitido pela Sky One em 2001.

## Programação
- Grandes sucessos nas paradas - Os melhores sucessos das paradas!
- Grandes sucessos ininterruptos - Temos todos os maiores vídeos das maiores estrelas aqui mesmo durante a noite!
- Buzzin 'with Big Hits - Nada além dos maiores sucessos dos maiores artistas do planeta, aqui e agora!
- OH MEU DEUS! É ... anos desde ... - Os melhores videoclipes de um determinado número de anos atrás.
- Totalmente ... - 30 minutos dos maiores videoclipes do seu artista favorito.
- Do Dia 1 - Retrospectiva do artista selecionado. Apresentado formalmente por Will Best, AJ King da Kiss Radio ou Manny Norte do Kiss 100 (também disponível na Kiss TV, Box Upfront e The Box), agora é apresentado pelo artista selecionado. O programa também vai ao ar no 4Music.
- Todos os sucessos, todo o fim de semana - temos sua trilha sonora de fim de semana classificada com a música mais quente ao redor!
- Top 20 da Tabela Oficial de Airplay no Reino Unido - 20 músicas mais tocadas em estações de rádio do Reino Unido na semana passada.
- UK HOTLIST Top 20 - Will Best oferece as 20 faixas mais transmitidas da semana, compiladas pelo Spotify.
- Se enfrentam! - Vídeos musicais de dois artistas diferentes.
- Hotmix - Mix exclusivo ininterrupto das faixas mais quentes para criar uma trilha sonora para sua vida!